# Papa Daouda Sène
Papa Daouda Sène (ur. 18 listopada 1976) – senegalski piłkarz grający na pozycji pomocnika. W swojej karierze rozegrał 6 meczów w reprezentacji Senegalu i strzelił w nich 1 gola.

## Kariera klubowa
W swojej karierze piłkarskiej Sène grał w tunezyjskim CA Bizertin i rodzimych ASC Jeanne d’Arc i ASC HLM Dakar.

## Kariera reprezentacyjna
W reprezentacji Senegalu Sène zadebiutował w 1999 roku. W 2000 roku został powołany do kadry na Puchar Narodów Afryki 2000, na którym rozegrał jeden mecz, ćwierćfinałowy z Nigerią. W kadrze narodowej od 1999 do 2000 roku rozegrał 6 meczów i strzelił 1 gola.